# 123号線 (チェコ)
チェコ国鉄123号線、別名ジャテツ〜オブルニツェ線（チェコ語;Železniční trať Žatec–Obrnice）は、レギオジェット・ウースチー県の鉄道線の名称である。
1872年に、プルゼニ・ブルジェズノ・ホムトフ鉄道の路線として開業した。2019年以前はチェコ鉄道が運行していたが、2019年末に移管された。

## 歴史
1870年4月21日にピルゼン（現在プルゼニ）とプリーゼン（現在ブジェズノ）間の本線およびザーツ（現在ジャテツ）を経由しブリュクス（現在モスト）・ドゥクス（現在ドゥフツォフ）で帝国特任アウシヒ・テプリッツ鉄道（k.k. privilegierte Aussig-Teplitz Eisenbahn）と接続する分岐線建設に関する許可は6人の創業者に与えられた。本線と分岐線の建設期限は3年と規定された。帝国特任ピルゼン・プリーゼン・コーモタウ鉄道（k.k. privilegierte Eisenbahn Eisenbahn Pilsen–Priesen(–Komotau), EPPK）は1872年に創立された。1872年9月16日にザーツ - オーバーニッツ（現在オブルニツェ）間およびオーバーニッツ - ブリュクス間がまず開業された。同年10月24日にオーバーニッツ - ビリン（現在ビーリナ）間が貨物輸送向けに開通された。その区間には1873年5月1日に旅客輸送が可能となった。シャーボーグリュック（現在ジャボクリキ） - ザーツ間は同年9月7日に開通されて、ドゥクス方面の鉄道は10月27日に貨物輸送向けに完工した。1874年4月1日にビリン - ドゥクス区間は全体的に開業された。
1884年7月1日付きにEPPKは国有化されこの路線もオーストリア帝国鉄道（k.k.österreichischer Staatsbahnen, kkStB）に組み入れられた。
第一次世界大戦の終戦後、この路線は他の旧EPPK路線とともに新生のチェコスロバキア国鉄（Československé státní dráhy, ČSD）の路線網に組み入れられた。1938年秋、ミュンヘン協定によりナチス・ドイツがズデーテン地方を占領したのちに、この路線はドイツ国営鉄道（Deutsche Reichbahn, DR）のドレスデン管理局に配属された。1944年当時の路線番号はプルゼニ - ジャテツ区間とジャテツ - ドゥフツォフ区間を合わせて統合された。
1945年に第二次世界大戦が終わって、この路線はČSDの路線網に復帰した。1950年代に褐炭採掘産業が北部ボヘミア盆地で集約的となった。ドゥービー、ビーリナ、モストの間にあった耕作地が炭鉱拡張のためだんだん消滅して、町や道路・鉄道交通が犠牲になった。1962年に旅客列車がオブルニツェ - ドゥフツォフ区間で通行しなくて、ビーリナ - レドヴィツェ区間の線路が断絶した。
1960年代にオブルニツェ - ビーリナ区間の複線改修工事が開始されて、目的はウースティー - ホムトフ線の移設および列車路線の共有であった。1968年4月8日にビーリナ - オルドジホフ移設区間が複線と電車線で設備された。1979年に三番目の線路がチェスケー・ズラトニキ分岐点 - ビーリナ間に設置された。1980年代に電化工事はジャテツ西駅 - オブルニツェ駅間で、石炭輸送の目的で進行されて、1985年10月31日に電気運転が実現された。
1993年1月1日にチェコスロバキアの分離により、チェコ鉄道（České Dráhy, ČD）はこの路線を引き受けた。その後、この路線の重要度は低くなって、優等列車運行はプルゼニとリベレツの間に中止された。

## 運行形態
ウースチー州運輸連合（Dopravy Ústeckého kraje, DÚK）はこの路線の地域公共交通を担当する。

### 快速「スピェシニー(Sp)」
- ジャテツ - ポストロプルティ - ウースチー　　※GW Train Regio社による運行
平日は一日6往復、土曜日は北行のみ片道1本、日曜日は南行のみ片道1本の運行。ポストロポルティ以東は114号線に乗入れる。
2023年度に運行を開始した。当初、平日は一日4往復のみの運行であったが、2025年度より6往復に増発され、概ね2時間に1本の運行となった。

### 普通
- ジャテツ西 - モスト　　※レギオジェット・ウースチー県による運行

2時間に1本、平日午後のみ1時間に1本運行されている。全て線内のみの運行。また、モストで130号線プラハ方面の特急と接続する。
2019年以前は、平日のみ一日片道1本のみ、135号線のオセクまで直通する便があった。

### 臨時列車
- 快速
春・秋に年2日、ホムトフ/ロウニ - ポストロポルティ - ジャテツ - ルジナー間に、一日1往復運行する。ポストロプルティ以東は114号線から直通し、ジャテツ以南は124号線に直通する。ポストロポルティ - ジャテツ間ノンストップで、ポストロプルティは春季に停車、秋季に通過となる。2018,19年運行。
2018年は、春の年1日のみ、ルジナー行片道1本の運行であった。また、ポストロプルティにも停車していた。

## 駅一覧
以下では、チェコ国鉄123号線の駅と営業キロ、停車列車、接続路線などを一覧表で示す。なお、全て各駅停車である。
| 路線名 | 駅名                           | 駅間営業キロ | 累計営業キロ                 | 累計営業キロ       | Sp | Os | 接続路線                                                                                    | 所在地       | 所在地   |
| ------ | ------------------------------ | ------------ | ---------------------------- | ------------------ | -- | -- | ------------------------------------------------------------------------------------------- | ------------ | -------- |
| 160    | ジャテツ西駅                   | -            | アイゼンシュタインから 202.3 | ジャテツ西から 0.0 |    | ■  | 160号線（プルゼニ方面）                                                                     | ウースチー州 | ロウニ郡 |
| 123    | ジャテツ駅                     | 1.6          | 203.9                        | 1.6                | ■  | ■  | 124号線（ルジナー方面）、160号線（モスト方面）                                              | ウースチー州 | ロウニ郡 |
| 123    | トヴルシツェ駅                 | 3.3          | 207.2                        | 4.9                | ｜ | ■  |                                                                                             | ウースチー州 | ロウニ郡 |
| 123    | ドレイシー・フールキ駅         | 2.5          | 209.7                        | 7.4                | ｜ | ■  |                                                                                             | ウースチー州 | ロウニ郡 |
| 123    | リシャニ・ウ・ジャッツェ駅     | 1.7          | 211.4                        | 9.1                | ■  | ■  |                                                                                             | ウースチー州 | ロウニ郡 |
| 123    | ポストロプルティ駅             | 3.6          | 215.0                        | 12.7               | ■  | ■  | 114号線（リーパ方面）                                                                       | ウースチー州 | ロウニ郡 |
| 123    | ヴィーシコフ・ヴ・チェハーフ駅 | 3.9          | 218.9                        | 16.6               |    | ■  |                                                                                             | ウースチー州 | ロウニ郡 |
| 123    | ポチェラディ駅                 | 2.6          | 221.5                        | 19.2               |    | ■  |                                                                                             | ウースチー州 | ロウニ郡 |
| 123    | ヴォレヴチツェ駅               | 1.5          | 223.0                        | 20.7               |    | ■  |                                                                                             | ウースチー州 | モスト郡 |
| 123    | オブルニツェ駅                 | 9.8          | 232.8                        | 30.5               |    | ■  | 126号線（ラコヴニーク方面）                                                                 | ウースチー州 | モスト郡 |
| 126    | モスト駅                       | 3.3          | 236.1                        | 33.8               |    | ■  | 113号線（リトムニェルジツェ方面） 130号線（ヂェチーン方面、ヘブ方面） 135号線（オセク方面） | ウースチー州 | モスト郡 |